# Oblanov (Česká Lhota)
Oblanov je zaniklá osada nedaleko České Lhoty a patrně zde sídlili drobní nižší šlechtici. Osada je poprvé uváděna k roku 1387 v predikátu vdovy Herky z Oblanova, přičemž víme, že její dcera byla manželkou Albera z Radomilic. Poslední zmínka o osadě pochází z roku 1447. V pozdější době byl na jejím místě vybudován rybník Oblanov.